# Bracon, Jura
Bracon là một xã trong vùng hành chính Franche-Comté, thuộc tỉnh Jura, quận Lons-le-Saunier, tổng Salins-les-Bains. Tọa độ địa lý của xã là 46° 55' vĩ độ bắc, 05° 52' kinh độ đông. Bracon nằm trên độ cao trung bình là 351 mét trên mặt nước biển, có điểm thấp nhất là 345 mét và điểm cao nhất là 626 mét. Xã có diện tích 6.29 km², dân số vào thời điểm 1999 là 332 người; mật độ dân số là 53 người/km².

## Địa điểm tham quan
Di tích của pháo đài Bracon (Fort de Bracon) từ thế kỉ thứ 17.